# Nakopni to
Nakopni to (v anglickém originále Kickin' It) je sitcom inspirovaný bojovým uměním. Ve Spojených státech začalo jeho vysílání 13. června 2011 na televizním kanálu Disney XD. V Česku je vysílán od 5. května 2012 na českém Disney Channel.

## Děj
V jednom nákupním centru se nachází Akademie bojových umění Bobbyho Wasabi a říká se, že je tou nejhorší v celém řetězci Bobby Wasabi. Pro vylepšení reputace přijde do této akademie nový kluk Jack, aby je poučil o životě, o karate a o přátelství. Všichni se drží hesla: „We swear by the light of the dragon's eye, to be loyal and honest and never say die. Wasabi!“ – „Při lesku dračího oka přísaháme, že budeme věrní a čestní a nikdy se nevzdáme. Wasabi!“

## Postavy a charaktery

### Hlavní postavy
- Jack (Leo Howard) – Nově příchozí, zkušený karatista a skateboardista. Naučil se karate od svého dědečka, který trénoval Bobbyho Wasabiho všechny jeho filmy. Je věrný svým přátelům a inspiruje je. Je nejzkušenější a talentovaný student v dojo. Černí draci se také pokusili Jacka najmout, ale neúspěšně.
- Milton (Dylan Riley Snyder) – Student s vyznamenáním, který se zapíše do bojových umění, aby zabránil šikanování. Jeho přítelkyně se jmenovala Julie.
- Jerry (Mateo Arias) – Vlk samotář. Mluví plynně španělsky. Je to talentovaný tanečník, který se chová jako drsňák, ale v přátelských vztazích je loajální. Není nejchytřejší člověk na světě, ale občas má dobré nápady. Jeho podpis je „woo“. Často se ocitá v průšvihu.
- Kim (Olivia Holt) – Jediná dívka v dojo Boby Wasabi. Bývalá členka dojo Černý drak, ale připojila se k dojo Bobby Wasabi poté co zjistila, že jsou Černí draci podvodníci. Mnoho lidí ji podceňuje, protože je holka.
- Eddie (Alex Christian Jones) – milý, ale neřízený kluk, který se účastní dojo Bobby Wasabi. Chce se dostat do formy a miluje pocit úspěchu, ale obává se, že v případě zavření dojo Bobbyho Wasabyho nebude mít jinou možnost, než se vrátit do taneční akademie Paní Kingové.
- Rudy (Jason Earles) – Majitel dojo Bobby Wasaby. Má černý pásek 3. dan. Jeho vzorem je samotný Bobby Wasabi.

### Vedlejší postavy
- Marge (hraje Loni Love) – kuchařka na Seaford High School, která je také v dojo Bobby Wasabi.
- Lonnie (Peter Oldring) – majitel Světa plazů a Rudyho přítel.
- Bobby Wasabi (Joel McCrary) – mezinárodní filmová hvězda a zakladatel řetězce Bobby Wasabi.
- Phill (Dan Ahdoot) – majitel restaurace Falafel.
- Joan (Brooke Dillman) – člen bezpečnostní služby obchodního domu.
- Pán Squires (Clinton Jackson)
- Sensei Ty (Ian Reed Kesler) – majitel Černého draka a Rudyho soupeř.
- Frank (Wayne Dalglish) – student Seaford High School, který trénuje s Černými draky a je také Jackův rival.
- Julie (Hannah Leigh) – Miltonova přítelkyně a neteř Senseie Ty
- Randy (Evan Hofer) – student Seaford High School a nadaný skater, rovněž Rudyho soupeř, zamilovaný do Kim.

## Přehled sérií
| Řada | Díly | Premiéra v USA  | Premiéra v USA   | Premiéra v ČR  | Premiéra v ČR    |
| Řada | Díly | První díl       | Poslední díl     | První díl      | Poslední díl     |
| ---- | ---- | --------------- | ---------------- | -------------- | ---------------- |
| 1    | 21   | 13. června 2011 | 26. března 2012  | 5. května 2012 | 24. února 2013   |
| 2    | 24   | 2. dubna 2012   | 3. prosince 2012 | 10. srpna 2013 | 6. prosince 2014 |
| 3    | 22   | 1. dubna 2013   | 27. ledna 2014   | 11. ledna 2015 | 28. srpna 2016   |
| 4    | 18   | 17. února 2014  | 25. března 2015  | 22. září 2019  | 6. října 2019    |